# Vita, Libertà e la ricerca della Felicità
Life, Liberty and the pursuit of Happiness (in italiano Vita, Libertà e la ricerca della Felicità) è un famoso passo della Dichiarazione d'indipendenza degli Stati Uniti d'America. La frase elenca tre esempi di diritti inalienabili che, secondo la Dichiarazione, sono stati concessi a tutti gli esseri umani dal loro Creatore e che i governi sono stati istituiti per proteggere. Similmente agli altri principi contenuti nella Dichiarazione di Indipendenza, questa espressione non è giuridicamente vincolante, ma è stata ampiamente citata e considerata una fonte di ispirazione per i fondamenti del governo.

## Origine e formulazione
La Dichiarazione di Indipendenza degli Stati Uniti fu scritta da Thomas Jefferson e successivamente modificata dal Comitato dei Cinque, composto da Jefferson, John Adams, Benjamin Franklin, Roger Sherman e Robert Livingston. Venne poi ulteriormente rivista e adottata dal Secondo congresso continentale il 4 luglio 1776. Il secondo paragrafo del primo articolo della Dichiarazione di Indipendenza contiene la frase "Vita, Libertà e ricerca della Felicità".
La bozza originale di Jefferson è esposta nella Biblioteca del Congresso. Questa versione fu usata da Julian Boyd per creare una trascrizione del progetto di Jefferson, che recita:
Il Comitato dei Cinque modificò il progetto di Jefferson. La loro versione sopravvisse intatta ad ulteriori modifiche da parte dell'intero Congresso e recita:
Sono state identificate diverse possibili fonti di ispirazione per l'uso della frase da parte di Jefferson nella Dichiarazione di Indipendenza, anche se gli studiosi dibattono su quanto ciascuna di esse abbia effettivamente influenzato Jefferson. Il maggior disaccordo è tra coloro che suggeriscono che la frase sia stata tratta da John Locke e coloro che la attribuiscono più fortemente a Jean-Jacques Rousseau.